# Олтения
Олте́ния (рум. Oltenia, также Малая Валахия) — историческая область на юго-западе современной Румынии. В варианте Малая Валахия название является парным Великой Валахии (Мунтении). Отграничена от Трансильвании (к северу) Карпатами, от Мунтении (к востоку) — рекой Олт, а от Болгарии и Сербии (к югу и западу) — Дунаем.
На территории Малой Валахии (Олтении) находятся современные уезды Горж и Долж, большая часть уезда Мехединци, а также западная часть уездов Олт и Вылча. Крупнейший город — Крайова, другие наиболее крупные города – Дробета-Турну-Северин, Тыргу-Жиу, Рымникул-Вылча.

Олтения на карте современной Румынии

Термин вошёл в употребление после 1718 года, когда по условиям Пожаревацкого мира Олтения (или Малая Валахия) была отторгнута от Мунтении (Большой Валахии) и вместе с Банатом присоединена к владениям Габсбургов (Трансильвания).
В 1737 году единство Валахии было восстановлено под османским протекторатом, у Габсбургов остался только Банат, который османами считался частью их сербских владений.